# The Dark Knight Rises (soundtrack)
The Dark Knight Rises: Original Motion Picture Soundtrack is de originele soundtrack van de film The Dark Knight Rises die werd gecomponeerd door Hans Zimmer. Het album werd uitgebracht op 17 juli 2012 door WaterTower Music.
Het album is het vervolg op de albums Batman Begins en The Dark Knight. Bij de vorige twee albums componeerde James Newton Howard nog een aantal tracks (dramatische scènes), maar liet het dit keer volledig over aan Zimmer. Het orkest stond onder leiding van Gavin Greenaway en Matt Dunkley. Additioneel muziek werd gecomponeerd door Lorne Balfe, Junkie XL en Andrew Kawczynski. Het album bestaat uit nieuwe thema's en een aantal oude thema's die Zimmer bij de vorige albums componeerde en zijn verwerkt in de nieuwe composities. Er zijn ook "Digital Bonus Tracks" uitgebracht, maar staan alleen op de muziekdownload versie. Daarvan is de track "Bombers Over Ibiza (Junkie XL Remix)" de bekendste. The Dark Knight Rises is de derde film uit  Christopher Nolan's The Dark Knight-trilogie. In de Amerikaanse Billboard 200 stond het album als hoogste genoteerd op plaats 8.

## Musici
- Ann Marie Calhoun - Viool
- Paul Clavis - Percussie
- Richard Edwards - Trombone
- Gary Kettel - Percussie
- Peter Lale - Altviool
- Frank Ricotti - Percussie
- Satnam Ramgotra - Percussie
- Mary Scully - Contrabas
- Owen Slade - Tubu
- Martin Tillman - Cello
- Richard Watkins - Hoorn
- Jonathan Williams - Cello
- Hans Zimmer - Synthesizer

## Nummers
| Nr.: | Titel:             | Duur: |
| ---- | ------------------ | ----- |
| 1    | A Storm Is Coming  | 0:37  |
| 2    | On Thin Ice        | 2:55  |
| 3    | Gotham's Reckoning | 4:08  |
| 4    | Mind If I Cut In?  | 3:27  |
| 5    | Underground Army   | 3:12  |
| 6    | Born In Darkness   | 1:57  |
| 7    | The Fire Rises     | 5:33  |
| 8    | Nothing Out There  | 2:51  |
| 9    | Despair            | 3:14  |
| 10   | Fear Will Find You | 3:08  |
| 11   | Why Do We Fall?    | 2:03  |
| 12   | Death By Exile     | 0:23  |
| 13   | Imagine Fire       | 7:25  |
| 14   | Necessary Evil     | 3:16  |
| 15   | Rise               | 7:11  |

Bonus (alleen muziekdownload)
- Digital Bonus Tracks

16. Bombers Over Ibiza (Junkie XL Remix) (5:52)
17. The Shadows Betray You (5:20)
18. The End (6:13)
- Enhanced CD Bonus Tracks

16. Bombers Over Ibiza (Junkie XL Remix) (5:51)
17. No Stone Unturned (7:29)
18. Risen from Darkness (4:27)
- MovieTickets.com Exclusive Track

16. All Out War (3:17)
- Z+ App Origins Pack

16. Wayne Manor (22:05)
17. Bane (1945)
18. Selina Kyle (5:41)
19. Orphan (4:51)

## Hitnoteringen

### NederlandseAlbum Top 100
| Hitnotering: 21-07-2012 t/m 11-08-2012 | Hitnotering: 21-07-2012 t/m 11-08-2012 | Hitnotering: 21-07-2012 t/m 11-08-2012 | Hitnotering: 21-07-2012 t/m 11-08-2012 | Hitnotering: 21-07-2012 t/m 11-08-2012 | Hitnotering: 21-07-2012 t/m 11-08-2012 |
| Week:                                  | 1                                      | 2                                      | 3                                      | 4                                      |                                        |
| -------------------------------------- | -------------------------------------- | -------------------------------------- | -------------------------------------- | -------------------------------------- | -------------------------------------- |
| Positie:                               | 85                                     | 34                                     | 89                                     | 89                                     | uit                                    |

### VlaamseUltratop 200Albums
| Hitnotering; 21-07-2012 t/m 22-09-2012 | Hitnotering; 21-07-2012 t/m 22-09-2012 | Hitnotering; 21-07-2012 t/m 22-09-2012 | Hitnotering; 21-07-2012 t/m 22-09-2012 | Hitnotering; 21-07-2012 t/m 22-09-2012 | Hitnotering; 21-07-2012 t/m 22-09-2012 | Hitnotering; 21-07-2012 t/m 22-09-2012 | Hitnotering; 21-07-2012 t/m 22-09-2012 | Hitnotering; 21-07-2012 t/m 22-09-2012 | Hitnotering; 21-07-2012 t/m 22-09-2012 | Hitnotering; 21-07-2012 t/m 22-09-2012 | Hitnotering; 21-07-2012 t/m 22-09-2012 |
| Week:                                  | 1                                      | 2                                      | 3                                      | 4                                      | 5                                      | 6                                      | 7                                      | 8                                      | 9                                      | 10                                     |                                        |
| -------------------------------------- | -------------------------------------- | -------------------------------------- | -------------------------------------- | -------------------------------------- | -------------------------------------- | -------------------------------------- | -------------------------------------- | -------------------------------------- | -------------------------------------- | -------------------------------------- | -------------------------------------- |
| Positie:                               | 84                                     | 67                                     | 40                                     | 50                                     | 87                                     | 85                                     | 108                                    | 123                                    | 192                                    | 164                                    | uit                                    |

### NPO Klassiek Filmmuziek Top 200
| The Dark Knight Rises in de NPO Klassiek Filmmuziek Top 200 | The Dark Knight Rises in de NPO Klassiek Filmmuziek Top 200 | The Dark Knight Rises in de NPO Klassiek Filmmuziek Top 200 | The Dark Knight Rises in de NPO Klassiek Filmmuziek Top 200 | The Dark Knight Rises in de NPO Klassiek Filmmuziek Top 200 | The Dark Knight Rises in de NPO Klassiek Filmmuziek Top 200 |
| Jaar                                                        | 2021                                                        | 2022                                                        | 2023                                                        | 2024                                                        | 2025                                                        |
| ----------------------------------------------------------- | ----------------------------------------------------------- | ----------------------------------------------------------- | ----------------------------------------------------------- | ----------------------------------------------------------- | ----------------------------------------------------------- |
| Positie                                                     | 49                                                          | 49                                                          | 67                                                          | 104                                                         | 146                                                         |

## Prijzen en nominaties
| Jaar | Prijs        | Categorie                              | Genomineerde(n) | Uitslag     |
| ---- | ------------ | -------------------------------------- | --------------- | ----------- |
| 2013 | Grammy Award | Best Score Soundtrack for Visual Media | Hans Zimmer     | Genomineerd |